# Trachypithecus cristatus
Trachypithecus cristatus là một loài voọc thuộc Họ Khỉ Cựu Thế giới. Chúng là loài di chuyển trên cây, sống trong các khu rừng ven biển, rừng ngập mặn và ven sông ở Malaysia bán đảo, Sumatra và Borneo.
Chúng là loài điển hình của nhóm loài của mình.

## Mô tả
T. cristatus là một loài khỉ có kích thước trung bình với một chiếc đuôi dài không có khả năng cầm nắm. Chúng có bộ lông màu xám, nâu sẫm hoặc đen, tạo cho chúng một vẻ ngoài có màu bạc đồng nhất. Không giống như một số loài họ hàng, chúng không có các vết nhạt hơn trên mặt hoặc cơ thể, ngoại trừ một mảng lông màu trắng trên bẹn của con cái. Chúng có một chiếc mào lông chạy dọc theo đỉnh đầu, và lông ở má dài, thường che khuất tai. Bàn tay và bàn chân không có lông, da sẫm màu, có ngón tay cái và ngón chân đối nhau.
Con cái cao từ 46 đến 51 xentimét (18 đến 20 in) chiều dài từ đầu đến thân, với trọng lượng trung bình là 5,7 kilôgam (13 lb) và chiều dài đuôi từ 67 đến 75 xentimét (26 đến 30 in). Con đực lớn hơn một chút, cao từ 50 đến 58 xentimét (20 đến 23 in), với trọng lượng trung bình là 6,6 kilôgam (15 lb) và chiều dài đuôi từ 67 đến 75 xentimét (26 đến 30 in).
Giống như các loài voọc khác, T. cristatus có dạ dày ba ngăn lớn để tiêu hóa chất xenlulose có trong khẩu phần ăn cỏ của chúng, giúp lên men thức ăn và có một số điểm tương đồng với dạ dày của động vật nhai lại. Chúng có ruột dài bất thường, thậm chí so với ruột của các loài voọc khác, và có một số túi dọc theo chiều dài của chúng, giúp thực hiện quá trình lên men thực vật thêm nữa. Răng của chúng có các gờ mài và các biến đổi khác để cho phép việc tiêu hóa các lá dai hiệu quả hơn.

## Phân bố và sinh cảnh
Có thể tìm thấy T. cristatus trên khắp Borneo và Sumatra, cũng như ở một số khu vực ở Tây Nam Bán đảo Mã Lai, quần đảo Natuna và các đảo lân cận khác. Chúng sinh sống ở các đầm lầy ngập mặn và các vùng rừng lân cận, và thường tránh di chuyển xa bờ biển hoặc sông.
Số lượng và danh tính của các phân loài của T. cristatus hiện vẫn đang gây bàn cãi. Một phân tích năm 2008 xác nhận sự hiện diện của chỉ hai phân loài:
- Trachypithecus cristatus cristatus - Quần đảo Borneo, Sumatra, Natuna
- Trachypithecus cristatus selangorensis - Bán đảo Mã Lai

Phân loài bán đảo Mã Lai sau đó đã được nâng lên thành một loài riêng biệt, loài Voọc bạc Selangor T. selangorensis.
Tuy nhiên, một số nguồn cũ hơn, chẳng hạn như cuốn Các loài động vật có vú trên thế giới, vẫn coi T. cristatus ở Quần đảo Natuna là một phân loài riêng biệt, được đặt tên là T. c. vigilans.

## Sinh thái học

### Chế độ ăn
T. cristatus là một loài ăn lá chuyên biệt, chế độ ăn của chúng bao gồm một tỷ lệ lá cao hơn bất kỳ loài khỉ ngón cái ngắn nào khác. Mặc dù chúng cũng ăn trái cây, một số loại hạt và hoa nhưng những loại thức ăn này chỉ chiếm 9% trong khẩu phần ăn của chúng, và chúng cũng có thể ăn các loại lá cứng và trưởng thành hơn so với bất kỳ họ hàng gần nào của chúng. Do những điểm khác biệt này, T. cristatus thường không sống trong cùng một khu rừng với những loài khỉ khác. Khi các loài khác được tìm thấy trong cùng một khu vực, T. cristatus thường được tìm thấy nhiều hơn ở tán giữa rừng, để lại những cành cao hơn cho những loài khỉ có chế độ ăn thiên về trái cây hơn.

### Động vật ăn thịt
Những loài săn mồi địa phương có thể ăn T. cristatus bao gồm báo hoa mai, hổ, sói lửa và một số loài rắn lớn. Cầy mực và nhiều loài ăn thịt nhỏ khác có thể ăn con non.

### Bệnh tật
T. cristatus rất nhạy cảm với các bệnh ở người, bao gồm cả AIDS, và do đó đã được sử dụng rộng rãi trong nghiên cứu y học.

## Hành vi

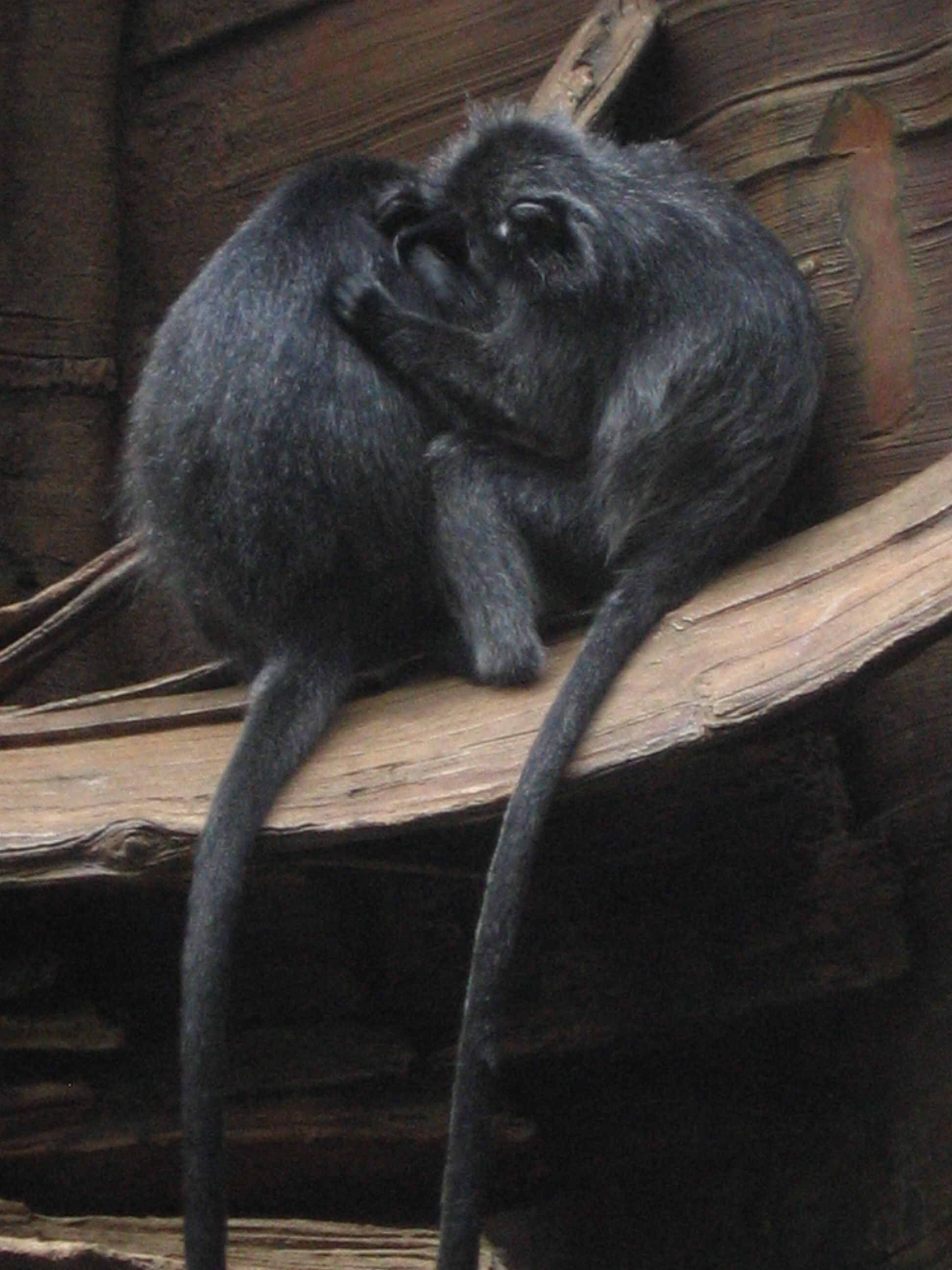
T. cristatus đang chải chuốt

T. cristatus hoạt động vào ban ngày và di chuyển theo nhóm khoảng 9-40 cá thể với một con đực trưởng thành và nhiều con cái trưởng thành cùng chăm sóc con non. Chúng hiếm khi rời khỏi cây, giúp bảo vệ chúng khỏi những kẻ săn mồi sống dưới mặt đất và có thể nhanh chóng chạy trốn nếu bị đe dọa. Mỗi đàn có diện tích lãnh thổ từ 20 đến 43 hécta (49 đến 106 mẫu Anh), mặc dù chúng có thể trùng lặp với các đàn lân cận. Trong ngày, các cá thể có thể di chuyển đến 500 mét (1.600 ft) xuyên qua khu rừng, với một số cá thể hình thành phân đàn toàn con cái tách biệt với đàn con đực. Vào ban đêm, cả đàn cùng ngủ trên một cái cây duy nhất.
Cấu trúc xã hội của T. cristatus là dựa trên chế độ mẫu hệ và hậu cung. Con cái ở lại đàn suốt đời, trong khi con đực rời đi ngay sau khi trưởng thành, sống trong các đàn nhỏ của riêng mình cho đến khi chúng có thể tiếp quản một hậu cung đã được thiết lập. Trong đàn, con đực chiếm ưu thế so với con cái, và con cái có con non chiếm ưu thế so với những con không có. Tuy nhiên, có tương đối ít sự hung hăng trong đàn so với một số loài có họ hàng với chúng.
Bởi vì lãnh thổ các đàn thường chồng chéo nên các đàn khác nhau thường xuyên tiếp xúc với nhau. Con đực trưởng thành bảo vệ đàn và lãnh thổ của mình khỏi những con đực cạnh tranh, thể hiện sự thống trị của mình với những con đực khác thông qua âm thanh và chiến đấu. Tuy nhiên, trong trường hợp không có con đực, con cái từ các đàn khác nhau có nhiều khả năng tương tác hòa bình hơn. Các xung đột nghiêm trọng nhất xảy ra khi một con đực xâm nhập trực tiếp vào lãnh thổ của một con đực khác, điều này có thể dẫn đến việc kẻ đột nhập sẽ thay thế con đực là thành viên trong đàn và nắm quyền kiểm soát đàn. Ở nhiều loài linh trưởng khác, sự thay đổi như vậy thường xảy ra sau khi con đực giết chết bất kỳ con non nào được sinh ra bởi con tiền nhiệm của nó; mặc dù điều này có thể xảy ra ở loài T. cristatus nhưng điều này chưa được quan sát trực tiếp và có thể ít phổ biến hơn so với ở một số loài khác.
Mặc dù ít kêu hơn các loài có quan hệ họ hàng gần khác nhưng T. cristatus tạo ra ít nhất mười ba loại âm thanh khác nhau, trong đó phổ biến nhất được sử dụng bởi những con đực trưởng thành để bảo vệ lãnh thổ của chúng. Các âm thanh khác thể hiện sự sợ hãi, tức giận, phấn khích, hài lòng, và những tiếng gọi khác nhau của con non.

## Sinh sản

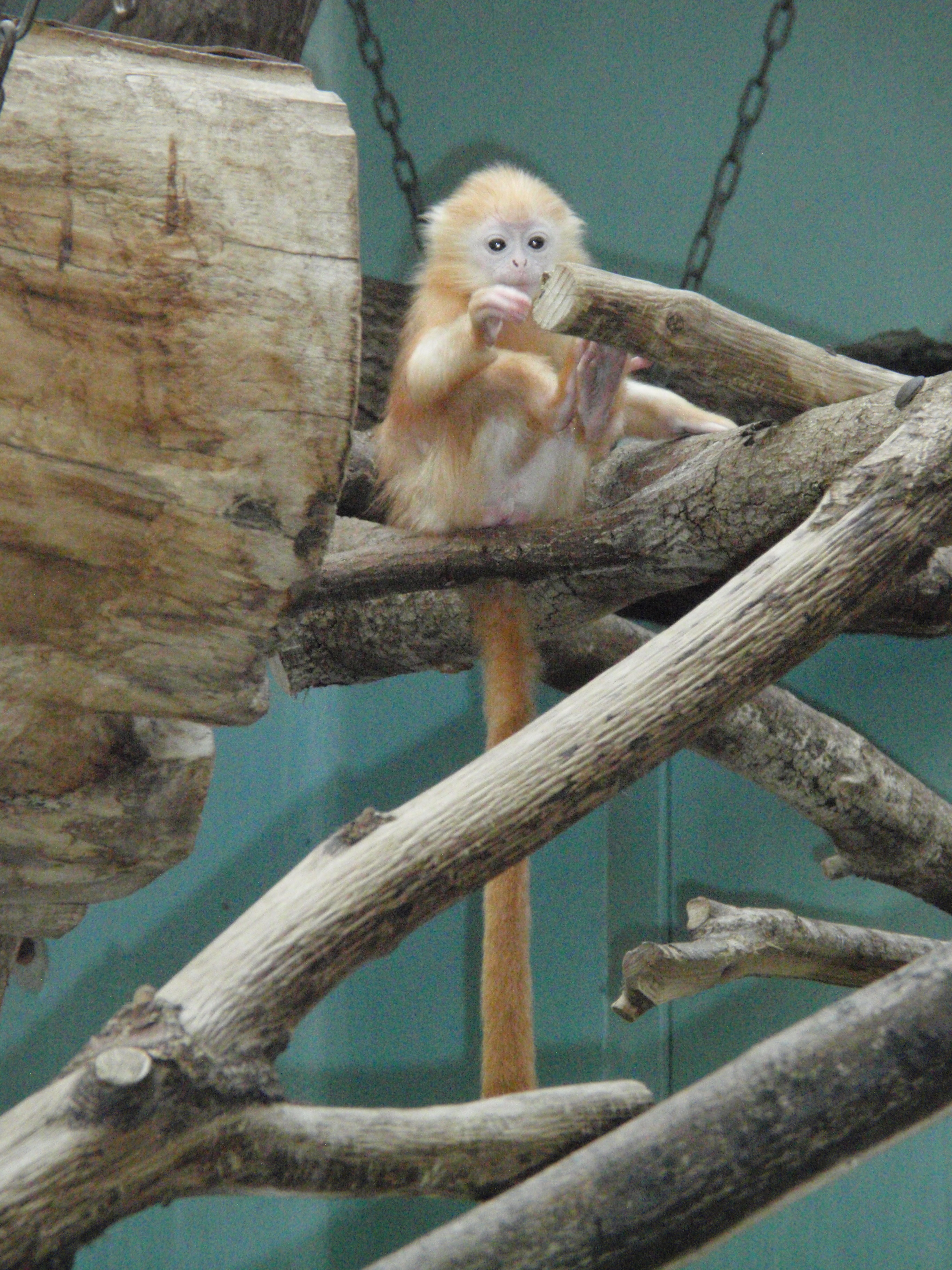
T. cristatus con, có bộ lông màu cam và làn da nhợt nhạt

T. cristatus sinh sản quanh năm, không có mùa sinh sản rõ ràng, mặc dù mỗi con cái thường sinh không quá một lần sau mỗi 18 đến 24 tháng. Con cái thu hút con đực bằng cách chuyển động đầu sang hai bên và giao cấu có thể xảy ra nhiều lần trong một đợt. Đôi khi, con cái cũng mãn kinh trong tự nhiên và có thể vẫn còn sống đến chín năm sau lần sinh nở cuối cùng.
Con cái sinh một con non sau thời gian mang thai từ 181 đến 200 ngày. Con non nặng khoảng 400 gam (14 oz), cao khoảng 20 xentimét (7,9 in) và đã phát triển tốt, với lực cầm nắm chắc chắn để có thể giữ chặt lấy mẹ. Những con T. cristatus được sinh ra với bộ lông màu cam, và da trắng không lông ở mặt, bàn tay và bàn chân. Da của chúng nhanh chóng chuyển sang màu sẫm của con trưởng thành, thế nhưng bộ lông của chúng lại không như vậy trong ba đến năm tháng sau khi sinh. Con non được chăm sóc bởi tất cả các con cái trong đàn và cai sữa sau 18 tháng, mặc dù con mẹ ngừng tiết sữa chỉ sau 12 tháng. Con non trưởng thành về giới tính gần như ngay sau khi chúng cai sữa xong, và trung bình, con cái sinh con lần đầu khi 35 tháng tuổi.
T. cristatus trong điều kiện nuôi nhốt đã sống tới 31 tuổi.

## Tiến hóa
Phân tích di truyền đã chỉ ra rằng T. cristatus có lẽ lần đầu tiên tiến hóa trong một sự kiện xác định loài nhanh chóng xảy ra từ 0,95 đến 1,25 triệu năm trước, trong đó tất cả các loài còn sống thuộc nhóm loài T. cristatus đều tiến hóa. Do tốc độ xảy ra tương đối nhanh và tính đa dạng của sự kiện này nên rất khó phân biệt về mặt di truyền các loài trong nhóm và không thực sự chắc chắn về việc chúng có đại diện cho các loài thực sự khác biệt hay không. Tuy nhiên, họ hàng gần nhất của T. cristatus có thể là voọc Java, mặc dù loài này cũng đã được báo cáo là từng sinh ra con lai với voọc xám, thường được coi là thuộc một nhóm loài khác.
Hóa thạch của loài được biết đến từ cuối thế Pleistocen trở đi, và ở phạm vi địa lý giống như ngày nay. Một vài trong số các hóa thạch này có răng má lớn hơn đáng kể so với loài hiện tại, tuy vậy chúng vẫn chưa được phân vào một phân loài riêng biệt.

## Bảo tồn
T. cristatus được IUCN phân loại là loài sắp nguy cấp, và được liệt kê trong Phụ lục II của Công ước CITES. Môi trường sống của chúng đang bị đe dọa nghiêm trọng trong suốt phạm vi phân bố của mình do nạn khai thác gỗ và sự phát triển của các đồn điền dầu. Loài này cũng bị đe dọa do bị săn bắt để lấy thịt và bị bắt để buôn bán vật nuôi.

## Hình ảnh

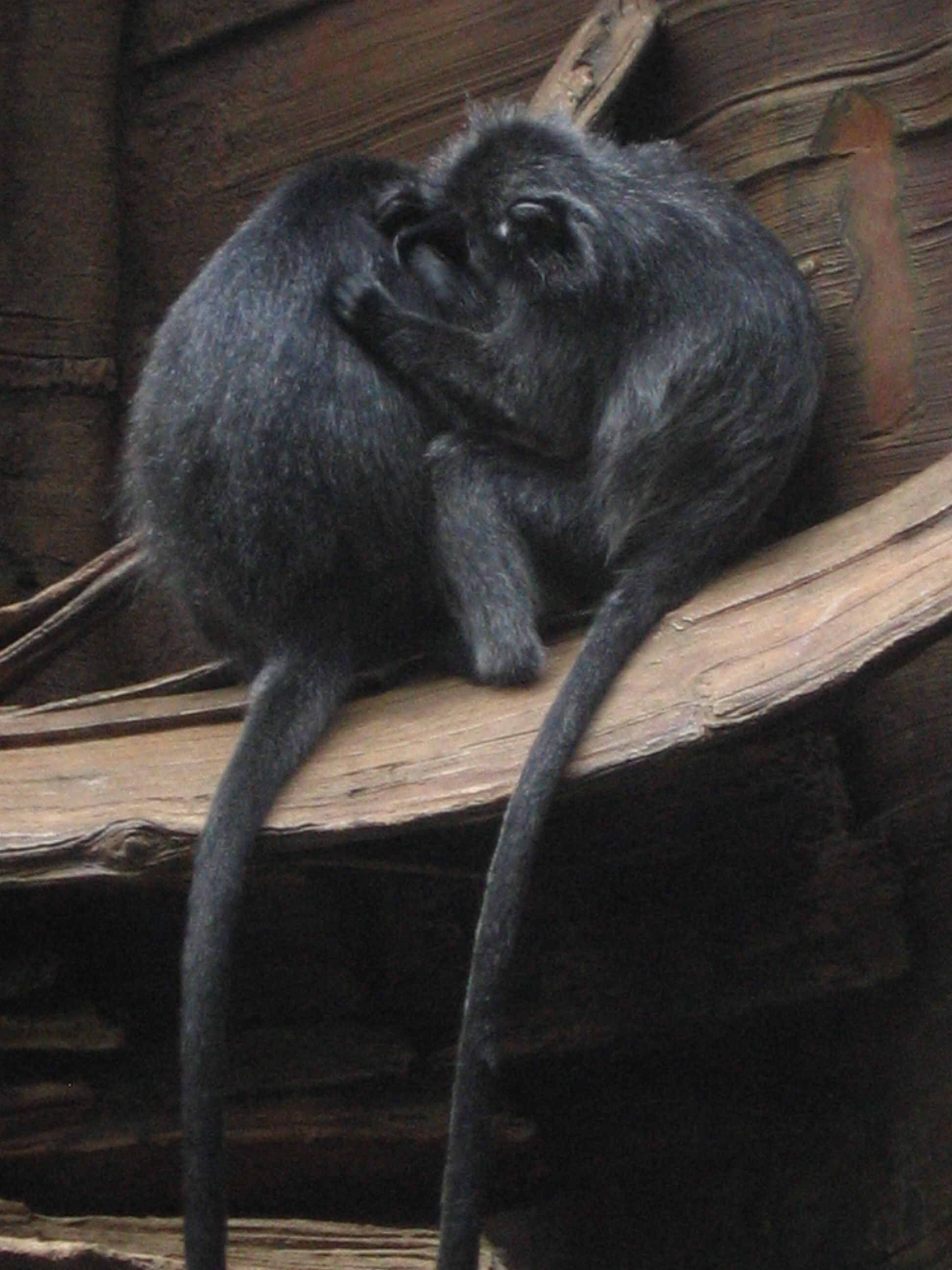
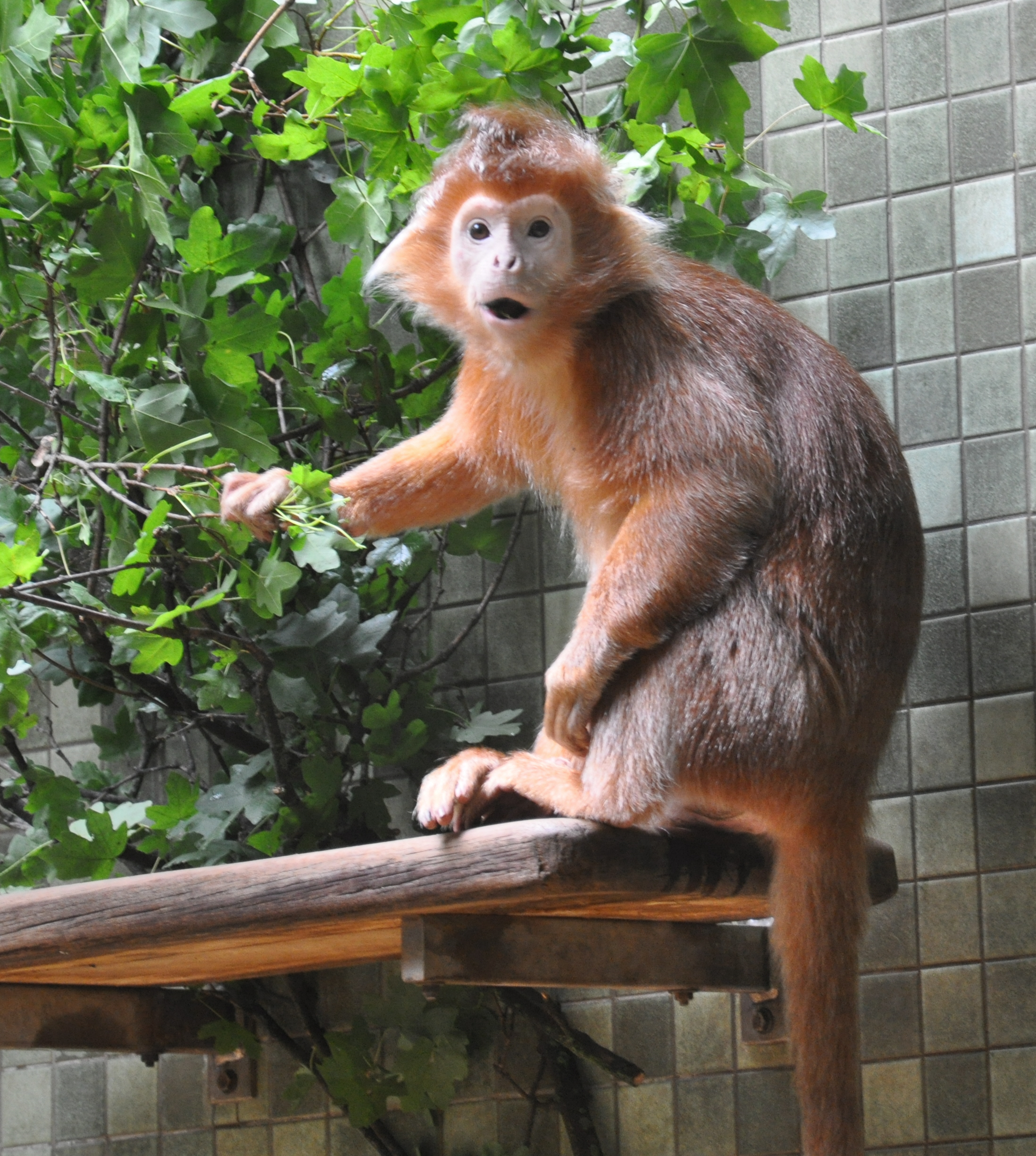
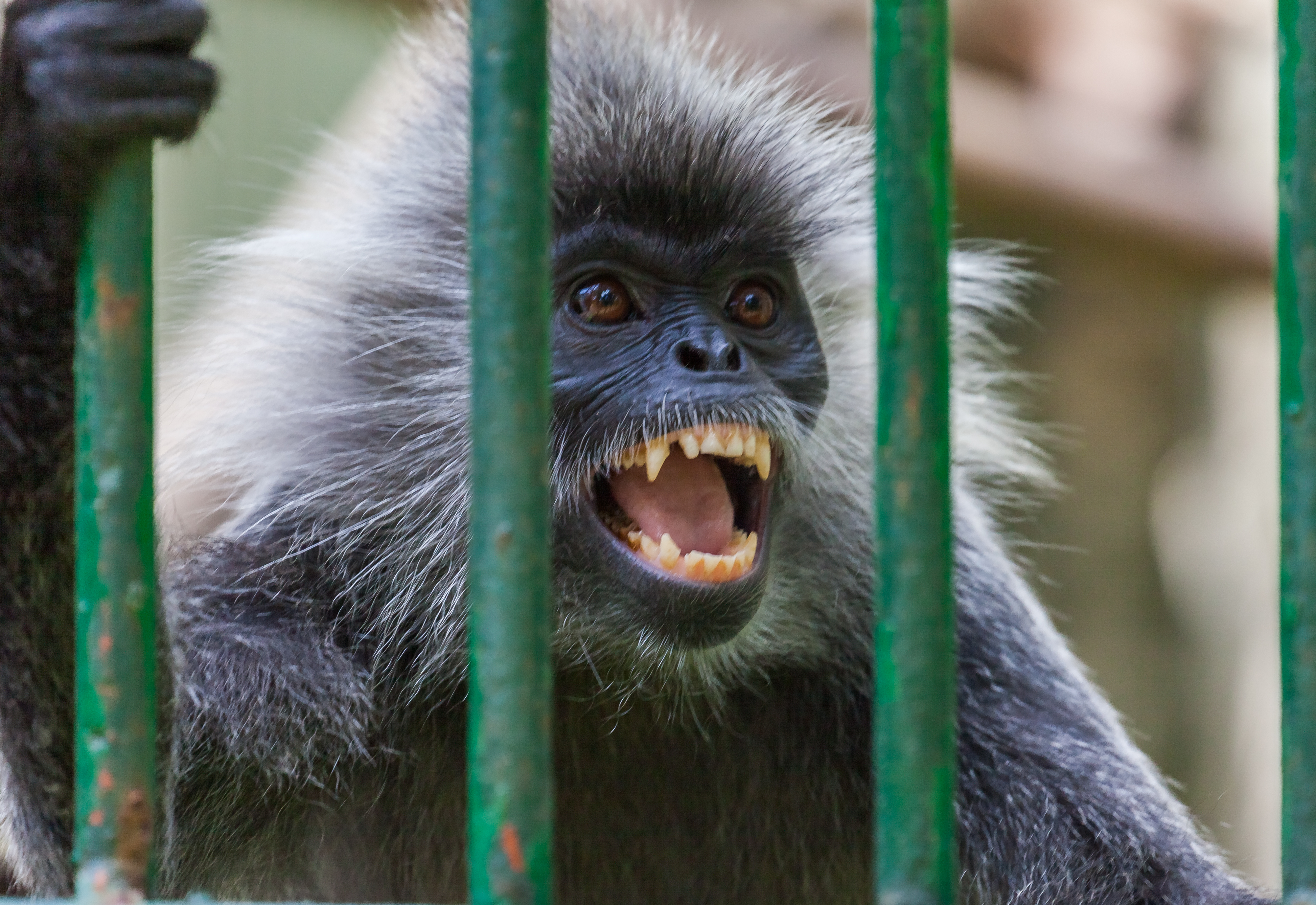
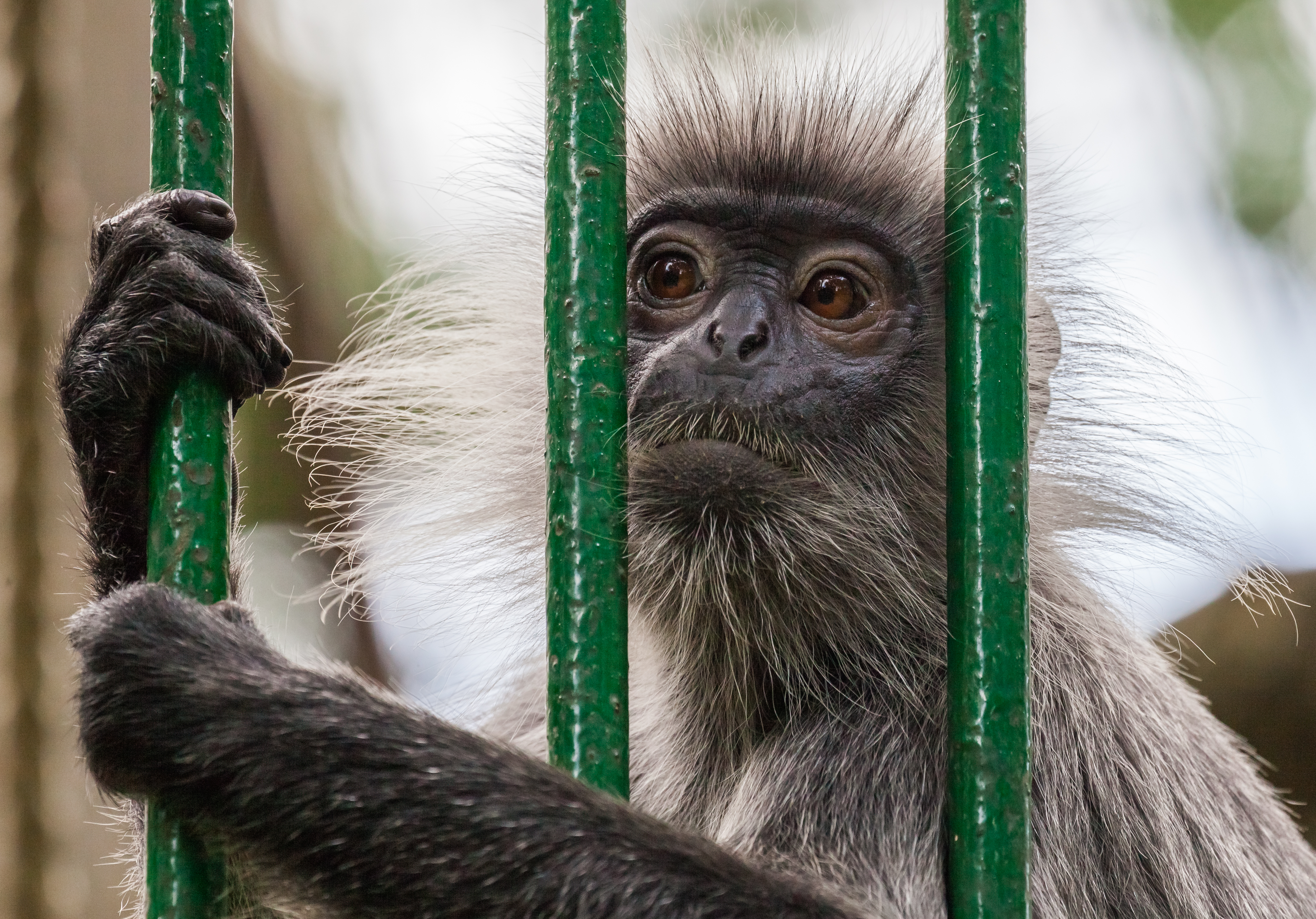